# Gaby: A True Story
 Gaby: A True Story és una pel·lícula estatunidenco-mexicana dirigida per Luis Mandoki, estrenada el 1987.

## Argument
Adaptació de la biografia de l'escriptora mexicana Gaby Brimmer, que va néixer amb una paràlisi cerebral que li impedia qualsevol moviment o expressió, llevat del seu peu esquerre. Gràcies a l'ajuda de la seva 'nana', Gabriela va accedir a l'educació, inclosa la universitària. La pel·lícula, rodada al costat de discapacitats -els actors principals no ho són- de Cuernavaca (Mèxic), és un cant reivindicatiu a la normalització educativa, sexual i social dels discapacitats.

## Repartiment
- Liv Ullmann: Sari
- Norma Aleandro: Florencia
- Robert Loggia: Michel
- Rachel Chagall: Gaby
- Lawrence Monoson: Fernando
- Robert Beltran: Luis
- Beatriz Sheridan: Mare de Fernando
- Tony Goldwyn: David

## Al voltant de la pel·lícula
- Una magnífica actuació de Norma Aleandro, l'actriu argentina que va fer de protagonista a The Official Story (i té aquí el seu primer paper al cinema parlant en anglès), i contribueix en gran manera a donar versemblança a la pel·lícula. Aleandro transmet tant la timidesa com el ficar-se pel mig d'algú que viu en una situació tan simbiòtica, envermellint de manera enfadada cada vegada que Gaby espera que tradueixi un comentari mal educat.[1]
- En aquest film es té en compte l'amor i les relacions sexuals, al mateix temps que és un al·legat contra la invisibilitat del discapacitat, ja que advoca per una integració total en la societat.[2]

## Premis i nominacions

### Nominacions
- 1988. Oscar a la millor actriu secundària per Norma Aleandro
- 1988. Globus d'Or a la millor actriu dramàtica per Rachel Chagall
- 1988. Globus d'Or a la millor actriu secundària per Norma Aleandro